# Meadville, Mississippi
Meadville är administrativ huvudort i Franklin County i Mississippi. Orten har fått sitt namn efter politikern Cowles Mead.